# Phaulochernes kuscheli
Phaulochernes kuscheli är en spindeldjursart som beskrevs av Beier 1976. Phaulochernes kuscheli ingår i släktet Phaulochernes och familjen blindklokrypare. Inga underarter finns listade i Catalogue of Life.